# Дональд Каган
Дональд Каган (1 травня 1932 , Куршенай, Литва  — 6 серпня 2021 , Вашингтон ) — американський історик, фахівець з Стародавньої Греції. Відомий своєю чотиритомною історією Пелопоннеської війни.

## Життєпис
Народився 1932 року в Куршанах (нині — Литва) у єврейській родині. Закінчив Бруклінський коледж (бакалавр історії) в 1954 році. Потім отримав освітній ступінь магістра класики в Браунському університеті (1955) та освітньо-науковий ступінь доктора філософії (PhD) в історії Університету штату Огайо у 1958 році.
Викладав на історичному факультеті Корнеллського університету у 1960—1969 роках. З 1969 року в Єльському університеті працював на викладацьких та адміністративних посадах, у тому числі деканом Єльського коледжу в 1989—1992 роках. З 1992 року Дональд Коган — професор Єльського університету, з 2002 року — стерлінгський професор класики та історії.
Жив у Нью-Хейвені, штат Коннектикут (США).
Батько Роберта та Фредеріка Каганів.

## Нагороди та визнання
Національна медаль за досягнення у галузі гуманітарних наук (2002).
Обирався як читець Джефферсонської лекції у 2005 році. Їм було прочитано лекцію «На захист історії», у тому, історія має першорядне значення у сфері суспільствознавства.
Мав почесні ступені Doctor of Humane Letters в Університеті Нью-Хейвена (1988) та Adelphi University (1990).